# Felix Stadtfeld
Felix Stadtfeld (* 1972 in Ludwigshafen am Rhein) ist ein deutscher Philosoph, Pädagoge, Schulleiter und Autor.

## Leben
Felix Stadtfeld begann an der Albert-Ludwigs-Universität Freiburg zunächst ein Studium der Rechtswissenschaften. Anschließend studierte er die Fächer Biologie und Romanistik sowie später auch Philosophie. 2002 promovierte er an der Universität Freiburg im Fach Romanistik mit einer Arbeit zum Thema Persuasionsstrategien in politisch engagierten Texten. Positionen französischer Autoren zum Algerienkrieg 1954–1962. zum Doktor der Philosophie (Dr. phil.).
Nach dem Referendariat am Wagenburg-Gymnasium Stuttgart und am Friedrich-Schiller-Gymnasium Fellbach unterrichtete er die Fächer Biologie, Ethik und Französisch am Goldberg-Gymnasium Sindelfingen sowie von 2007 bis 2017 am Friedrich-Schiller-Gymnasium Marbach. Im Jahr 2008 wurde er zum Fachberater in der Schulaufsicht am Regierungspräsidium Stuttgart für das Fach Ethik bestellt. Von 2017 bis 2021 bekleidete er das Amt des Schulleiters am Gymnasium in der Glemsaue Ditzingen. Seit dem 29. Juli 2021 ist er Leiter des Herzog-Christoph-Gymnasiums Beilstein.
Neben seiner Tätigkeit als Schulleiter ist Felix Stadtfeld unter anderem als Autor an der Schulbuchreihe Leben leben beteiligt, die im Fach Ethik eingesetzt wird. Zudem engagiert er sich in den Bereichen Schulentwicklung und Werteerziehung. Felix Stadtfeld wohnt in Marbach am Neckar und ist Vater von vier Kindern. In seiner Freizeit macht er Laufsport, Spaziergänge mit seinem Hund und Gartenarbeit.

## Werke (Auswahl)
- Persuasionsstrategien in politisch engagierten Texten. Positionen französischer Autoren zum Algerienkrieg 1954–1962. Dissertation, Universität Freiburg 2002.
- mit Götz Distelrath, Andreas Höffle, Anita Rösch und Cornelia Vetter: Leben leben. Teil 2. Lehrerband. Ernst Klett Verlag, Stuttgart/Leipzig 2017, ISBN 978-3-12-695305-4.
- mit Götz Distelrath, Andreas Höffle, Anita Rösch und Cornelia Vetter: Leben leben. Teil 2. Ernst Klett Verlag, Stuttgart/Leipzig 2017, ISBN 978-3-12-695303-0.
- mit Götz Distelrath, Andreas Höffle, Katharina Los und Anita Rösch: Leben leben. Teil 3. Lehrerband. Ernst Klett Verlag, Stuttgart/Leipzig 2019, ISBN 978-3-12-695306-1.
- mit Götz Distelrath, Andreas Höffle, Katharina Los und Anita Rösch: Leben leben. Teil 3. Lehrerband. Ernst Klett Verlag, Stuttgart/Leipzig 2019, ISBN 978-3-12-695304-7.